# Gary Brabham
Gary Brabham (ur. 29 marca 1961 roku w Wimbledon) – australijski kierowca wyścigowy. Syn Jacka Brabhama, trzykrotnego mistrza Formuły 1. Jego bracia Geoff i David również są kierowcami wyścigowymi.

## Kariera
Karierę kierowcy wyścigowego rozpoczął w 1982 roku, w Australijskiej Formule Ford. W następnych dwóch latach startował w brytyjskim odpowiedniku tej serii.
W latach 1985–1988 brał udział w Brytyjskiej Formule 3, gdzie najlepiej spisał się w ostatnim podejściu, kiedy to ukończył sezon na drugim miejscu. Rok później został mistrzem nowo utworzonej Brytyjskiej Formuły 3000.
W sezonie 1990 zadebiutował w wyścigach Formuły 1, we włoskiej ekipie Life, w której był jedynym kierowcą. Słabe osiągi bolidu nie pozwoliły mu jednak na zakwalifikowanie się do wyścigów (jego czasy okazywały się najdłuższe) i po dwóch rundach Gary rozstał się z zespołem. Jego miejsce zajął Włoch Bruno Giacomelli.
Dalszą część kariery Australijczyk spędził na wyścigach CART (dwa starty w australijskiej rundzie tej serii) oraz samochodów sportowych, jednakże bez większego sukcesu. Zakończył karierę w 1995 roku, postanowił zająć się zaawansowanym szkoleniem kierowców.